# Herbert F. Schubert
Herbert F. Schubert (* 12. Februar 1931 in Glatz, Provinz Niederschlesien; † 17. Mai 2011 in Berlin) war ein deutscher Tänzer und Choreograf.

## Leben
Herbert F. Schubert erlernte in Herford den Beruf des Speditionskaufmanns. Anschließend nahm er in Hamburg Gesangs-, Tanz- und Schauspielunterricht. Seine Tanzkarriere begann 1957 in São Paulo, wo er eine eigene Fernsehshow hatte. Nach der Rückkehr arbeitete er unter anderem in Paris mit Maurice Béjart und am Deutschen Schauspielhaus Hamburg mit Gustaf Gründgens zusammen. 1962 gründete er in Hamburg die „Herbert-Dancers“ sowie eine Ballettschule, deren Schülerin u. a. Ute Lemper war.  Ab 1967 leitete er das ZDF-Fernsehballett. Als Darsteller trat er unter anderem 1967/1968 in der Serie Cliff Dexter auf.
In den 1960er und 1970er Jahren war er auch als Sänger aktiv und veröffentlichte einige Singles.
In den 1980er Jahren wirkte er als Ballettdirektor am Stadttheater Münster. Später erhielt er Gastprofessuren an der Universität der Künste in Berlin sowie der Hochschule für Musik und Theater in Hamburg. Schubert, der 1996 seine künstlerische Laufbahn aufgab, lebte zuletzt in Berlin. Gelegentlich übernahm er noch die künstlerische Beratung für Showveranstaltungen.
Schubert war der Bruder von Renate Schubert.

## Film- und Fernsehchoreografien (Auswahl)
- 1966: Ab morgen haben wir Humor
- 1969: Jacques Offenbach – Ein Lebensbild
- 1970: Der goldene Schuß
- 1972: Drei mal Neun
- 1975: Frau Luna
- 1978: Schöner Gigolo, armer Gigolo
- 1982: Mein Bruder und ich